# Villampuy

Villampuy este o comună în departamentul Eure-et-Loir, Franța. În 1 ianuarie 2022 avea o populație de 298 de locuitori.